# Σ-kompakter Raum
Ein topologischer Raum heißt σ-kompakt oder abzählbar im Unendlichen, wenn er sich als abzählbare Vereinigung kompakter Teilräume schreiben lässt.
σ-Kompaktheit ist also eine Abschwächung des topologischen Begriffs der Kompaktheit.
Der Buchstabe σ in der Bezeichnung rührt daher, dass die Vereinigung von Mengen früher auch als Summe bezeichnet wurde, die Bezeichnung wurde analog zu „σ-finit“ gebildet.
Der Begriff ist wichtig für die abstrakte Integrationstheorie, zusammen mit Lokalkompaktheit und dem Trennungsaxiom T3 garantiert er die Existenz einer kompakten Ausschöpfung.

## Eigenschaften
- Ein lokalkompakter Hausdorff-Raum ist abzählbar im Unendlichen genau dann, wenn der bei der Alexandroff-Kompaktifizierung hinzugekommene unendlich ferne Punkt eine abzählbare Umgebungsbasis besitzt.[2]
- Hemikompakte Räume sind σ-kompakt.[3]
- Jeder endlichdimensionale normierte Raum ist σ-kompakt.
- Lokalkompakte Räume mit abzählbarem Kern verallgemeinern lokalkompakte σ-kompakte Räume.

## Beispiele
- Beispielsweise ist {\displaystyle \mathbb {R} }, ausgestattet mit der Standardtopologie, ein σ-kompakter topologischer Raum, denn es gilt {\displaystyle \mathbb {R} =\bigcup _{n=1}^{\infty }[-n,n]}, so dass sich {\displaystyle \mathbb {R} } als abzählbare Vereinigung der kompakten topologischen Räume {\displaystyle [-n,n]} darstellen lässt.
- Der Raum der finiten {\displaystyle \mathbb {K} }-wertigen Folgen {\displaystyle c_{00}} (versehen mit der Norm {\displaystyle ||\cdot ||_{\infty }}) ist {\displaystyle \sigma }-kompakt, denn es ist {\displaystyle c_{00}=\bigcup \limits _{j=1}^{\infty }K_{j}}, wobei {\displaystyle K_{j}\subseteq c_{00}} die kompakte Teilmenge der Folgen {\displaystyle x=(x_{\ell })_{\ell }\in c_{00}} mit {\displaystyle ||x||_{\infty }\leq j} und {\displaystyle x_{\ell }=0} für {\displaystyle \ell \geq j} sei. {\displaystyle c_{00}} ist aber nicht lokal kompakt, da {\displaystyle \dim c_{00}=\infty } gilt.